# Nancy Coover Andreasen
Nancy Coover Andreasen (Lincoln, 11 de novembro de 1938) é uma neurocientista e neuropsiquiatra estadunidense. Atualmente, Andreasen ocupa a cátedra Andrew H. Woods de Psiquiatria na Universidade de Iowa. Recebeu a Medalha Nacional de Ciências de 2000.